# Собор Івано-Франківської архієпархії УГКЦ “Євангелізація і душпастирство в ІІІ тисячолітті"

## Про собор
З 15 по 16 січня 2002 року у приміщенні Івано-Франківської Духовної академії проходив Івано-Франківський єпархіальний Собор на тему: «Євангелізація і душпастирство у III тисячолітті». Даний собор є дуже цінним для Івано-Франківської єпархі та УГКЦ, останні такі собори проводились ще єпископом Григорієм Хомишиним у 20-30 роки XX століття. Урочисте відкриття Собору відбулося під час Архієрейської Божественної Літургії, яку у співслужінні численного духовенства відправив місцевий Правлячий Архієрей Софрон Мудрий. А далі розпочалася наполеглива праця, у котрій протягом двох днів брали участь представники єпархіального управління близько 150 делегатів, настоятелів монаших чинів та згромаджень, духовенство та мирянство єпархії, відпоручники церковних та громадських організацій, професори Духовної академії та викладачі державних ВУЗів.

## Єпископи
- Юліан Пелеш (1885 — 1891),
- Юліан Сас-Куїловський (1891—1899),
- Андрей Шептицький (1899—1900),
- Григорій Хомишин (1904—1945); єп.-помічник (з 1929) Іван Лятишевський,
- Софрон Дмитерко ЧСВВ (30 листопада 1968 — 22 грудня 1997),
- Софрон Мудрий ЧСВВ (22 грудня 1997 — 2 червня 2005),
- Володимир Війтишин (з 2 червня 2005).[2]

## Головні теми собору
Собор Івано-Франківської єпархії УГКЦ охопив надзвичайно широке коло актуальних проблем сьогодення. Кожен із доповідачів намагався підкреслити важливість нової євангелізації та душпастирської опіки у кожній із сфер сучасного суспільства. Секретар Собору, редактор часопису «Нова Зоря» отець Ігор Пелехатий розповів про євангелізацію та засоби масової комунікації, Митрофорний Протоієрей Микола Сімкайло говорив про харитативну діяльність благодійного Фонду «Карітас—Івано-Франківськ», отець-доктор Святослав Кияк змалював перспективи капеланської праці у вищих навчальних закладах. Делегати Собору мали можливість почути про душпастирську працю у війську, в'язницях та колоніях, сиротинцях, інтернатах, лікарнях, а також про катехизацію дітей у родині та недільних школах, молоді у парохіях, передшлюбну катехизацію та катехизацію для людей похилого віку.

## Слово Глави УГКЦ Кардинала Любомира Гузара
У першому дні праці Собору взяв участь Глава УГКЦ Блаженніший Любомир Кардинал Гузар. У своєму привітальному слові Глава УГКЦ зокрема сказав: «Перед усіма нашими єпархіальними Соборами стоять схожі завдання. Потрібно усвідомити ситуацію у конкретній єпархії, роздумуючи над можливістю розв'язку існуючих проблем. Однак, усвідомлюючи власні потреби, ми повинні завжди брати під увагу цілість нашої Церкви. Будьте свідомі того, що мусимо йти поза межі нашої єпархії. Думайте ширшими категоріями. Застановляйтеся над тим, як Христос, який для нас є джерелом відродження, міг би стати живою дійсністю для мешканців усіх регіонів нашої держави. Підкреслюючи свої потреби, працюймо на користь усіх. На попередньому Синоді єпископів ми спільно вирішили, що у недалекому майбутньому укладатимемо душпастирський план для усієї нашої Церкви. Але ми не хочемо фантазувати, чи писати про щось далеке від справжніх потреб. Саме тому такі Собори, як от ваш — надзвичайно важливі. Дякую усім, хто доповідав і братиме участь у дискусіях. Бажаю, щоб ваша праця була дуже успішною, щоб ви побачили справжні потреби і запропонували дуже практичні пропозиції. Але пам'ятайте, що Собор не має закінчитися завтра. Він повинен продовжуватися у здійсненні тих добрих пропозицій, які ви представлятимете своєму Владиці».

## Пропозицій та рішення собору для покращення праці Церкви в соціальній сфері

### Лікарні
1. Створення каплиць та духовних кутків у медичних закладах. В багатьох випадках не має потреби спорудження каплиць як окремих будівель, оскільки хворим не завжди рекомендовано виходити за межі лікарні. Проте, де є можливо, необхідно заохочувати будівництво храмів на території лікарняних закладів.
2. Охоплення медичних закладів священиками. Розробка спеціальної програми з підготовки священиків для праці в медичних закладах, навчання курсу пастирської біомедицини, біоетики, забезпечити друк літератури та навчальних посібників для душпастирства в медицині.
3. Християнізація медичного персоналу, організація семінарів, дискусій для забезпечення християнського відношення медичного працівника-пацієнта.
4. Вивчення проблеми хрещення новонароджених дітей, які перебувають в загрозі смерті, можливе розповсюдження «Форми Хрещення» для персоналу пологових будинків. Проведення роз'яснювальної роботи серед лікарів та медперсоналу про важливість хрещення новонароджених дітей, життя яких перебуває в загрозі.
Військо
1. Апелювати до керівництва Міністерства оборони України про введення у Збройних силах капеланства задля здійснення душпастирства серед військових. Паралельно на місцевому рівні підготувати угоди з військовими частинами про відвідування священиками військових частин всіхіснуючих родів військ.
2. Підготовка священиків, які б без наполягання обов'язковості та на засадах екуменізму заохочували військовослужбовців до практикування християнського життя. Звернення уваги на специфіку військової служби.
3. Лекції та семінари для офіцерського складу про християнізацію відносин в українському війську. Матеріальна допомога для створення каплиць та забезпечення військових капеланів не обхідними ресурсами для здійснення душпастирства.

### Місця позбавлення волі
1. Обов'язкова попередня підготовка священиків для праці у місцях позбавлення волі через розроблення програми душпастирства у в'язниці. Організація та проведення семінарів із залученням психологів, працівників внутрішніх справ, пенітенціарної системи, педагогів, священиків та інших для визначення головних напрямків праці духовної особи у в'язниці.
2. Систематизація, видання, переклад літератури як посібників для праці священиків у місцях позбавлення волі (питання сповіді, праця з засудженими на тривалі терміни, особливості дитячих та жіночих колоній та інше).
3. Налагодження душпастирства для людей, які перебувають під попереднім слідством, коли допуск до даної категорії відбувається тільки за дозволом слідчого, в той час, коли ці люди найбільше потребують духовної допомоги. Вивчення потреб в'язниць, колоній та інших закладів ув'язнення, можливе введення збору коштів на потреби душпастирства у в'язницях на відправах Хресної Дороги в часі Великоднього посту.

### Сиротинці
1. Організація Церквою круглих столів за участю представників внутрішніх справ, соціальних служб, медицини, юристів, духовенства та інших для вивчення проблем та потреб дітей-сиріт, дітей, які позбавлені батьківської опіки, та дітей вулиці. Розроблення спільного підходу до даних проблем, де правоохоронці роз'яснювали б неминучість покарання за можливі скоєні злочини, працівники медицини роз'яснювали б про святість інтимних стосунків та небажаність наслідків статевих відносин між молодими людьми. Правознавці надавали б необхідні юридичні знання та консультації, а душ пастир шляхом завоювання авторитету та довіри серед дітей зміг би на цій базі скеровувати молоді душі до розвитку та життя у християнському руслі.
2. Необхідність виявлення нехрещених дітей, їх хрещення, катехизації. Особлива праця з хресними батьками.
3. Постійна праця з персоналом цих закладів задля виховання дітей на засадах довіри, милосердя і любові.
4. Соціальна інтеграція дітей у суспільство (організація гуртків за інтересами, швейні курси, навчання приготування їжі, з надання першої допомоги, природне планування сім'ї, сімейне виховання тощо).
5. Подбати про будинки для сиріт, а також про можливість єпархії разом з усіма церковними структурами, Карітас, деканатами побудувати дім для емеритів, одиноких вдів священиків, християн, які не мають де жити, а також для стареньких монахів і монахинь.

### Благодійність
1. Впровадження навчальних соціальних проектів. Надання постійної матеріальної допомоги для потребуючих ще більше узалежнює їх від нас. Ми повинні допомогти їм стати на власні ноги, стати внутрішньо вільними та свідомими своєї людської гідності і ласки бути Божими дітьми, навчити їх допомагати самим собі.
2. Організація акцій по збору допомоги для потребуючих. Відкриття благодійних їдалень, соціальних підрозділів, клубів для спілкування молоді та старших людей, домашня опіка над немічними та перестарілими тощо.
3. Ширше залучення чернецтва до здійснення харитативної праці.
4. Залучення молоді до добровільної праці в харитативних організаціях, виховання її в дусі любові до бідних та потребуючих.
5. Соціальна реабілітація людей з особливими потребами, що надзвичайно важливо для дітей та молодих інвалідів.
6. Активна позиція Церкви у пропаганді шкоди алкоголізму, наркоманії, СНІДу. Введення курсу лекцій для студентів духовних закладів, щоб майбутні священики мали реальну і сучасну уяву про ці явища. Впровадження лекцій спеціалістів з цих питань на реколекціях для священиків. Доповнити, посилити і осучаснити курс пастирської медицини.